# Fleurop-Interflora
Fleurop-Interflora – największa organizacja zajmująca się doręczaniem kwiatów na zamówienie, założona w 1927 roku.
Przez okres kilkudziesięciu lat rozszerzyła swoją działalność na niemal wszystkie kraje świata. 
Istnieje ponad 100 000 kwiaciarni współpracujących z organizacją Fleurop-Interflora. Pomysł doręczania kwiatów powstał w Stanach Zjednoczonych w 1892 roku. Fleurop-Interflora zrzesza 100 tys. florystów ze 150 państw z 5 kontynentów. 
W Polsce, firma powstała w 1956 roku, jej oddziałem jest Poczta Kwiatowa®.
Logo oddziału Fleurop-Interflory to Merkury – w mitologii rzymskiej posłaniec w skrzydlatym hełmie i uskrzydlonych sandałach, bóg handlu, zysku i kupiectwa. Merkury Fleurop - Interflory dzierży w dłoni bukiet kwiatów, co symbolizuje usługi świadczone przez tę organizację. Zdaje się również mówić "Powiedz to kwiatami", co stało się hasłem reklamowym Interflory.